# Dominik Wagner (Kabarettist)
Dominik Wagner (* 11. November 1985 in München) ist ein deutscher Kabarettist, Musiker, Autor und Regisseur.

## Leben
Dominik Wagner wuchs in Gräfelfing bei München auf. Er erlernte früh Geige und Klavier. Früh gewann er Preise bei Jugend musiziert. Nach dem Abitur auf dem Kurt-Huber-Gymnasium begann er 2005 ein Studium der Musiktheaterregie an der Hochschule für Musik „Hanns Eisler“ Berlin. Dort lernte er Benedikt Zeitner kennen, mit dem er 2006 das Musik-Kabarett-Duo Ass-Dur gründete. Seit 2019 ist er mit seinem Bruder Florian Wagner auf Tour.
2013 führte er gemeinsam mit Jörn-Felix Alt Regie bei der Uraufführung seines ersten Musicals „Feet back“ im Kupferhaus Planegg. Im gleichen Jahr folgte ebenfalls in Zusammenarbeit mit Alt die Premiere von „Sarg niemals nie“ an der Neuköllner Oper in Berlin, für welches er das Libretto schrieb.

## Bühnenwerke als Autor / Regisseur
- 2013: „Feet Back“
- 2013: „Sarg niemals nie“
- 2015: „Perfect Town“